# De Ronde Venen
De Ronde Venen é um município dos Países Baixos, situado na província da Utreque. Tem 116,98 km² de área e sua população em 2020 foi estimada em 44.636 habitantes.